# Дубровский, Владимир (футболист)
Влади́мир Дубро́вский (20 мая 1937, Ленинград — 1 ноября 2021) — советский футболист, тренер.

## Биография
Владимир Дубровский родился 20 мая 1937 года в Санкт-Петербурге.
В 1956 году он с семьей переехал в Таллин, где и начался его футбольный путь. В качестве игрока 21-летний Владимир Дубровский из Ленинградского Балтийского флота вступил в Таллиннский Балтийский футбольный клуб и в 1958 году завершил чемпионат Эстонской ССР с серебряной медалью. Год спустя он добился «золотого дубля» с Ülemiste Kalev, выиграв как домашний чемпионат, так и серию трофеев.
В 1960 году Дубровский был приглашен в ряды таллиннского «Калева», проводившего дебютный сезон в высшей лиге СССР. Дубровский был опорой оборонительной линии «Калева», сыграв за два года почти во всех матчах клуба в высшей лиге, а именно в 57 из 58 матчей. Помимо прочего, Дубровскому приходилось останавливать атаки чемпиона Европы и олимпийского чемпиона Игоря Нетто, выступавшего за «Спартак», в 1961 году на позиции правого защитника.
После того, как «Калев» покинул высшую лигу по итогам сезона 1961 года, Дубровский четыре года выступал за «Волгу» (Калинин) в первой и второй лигах. В 1963 году с «Волгой» стал победителем финального турнира класса «Б» РСФСР и вышел в 1/8 финала Кубка СССР.
Вернувшись в Эстонию, Дубровский ещё несколько лет играл в местных командах и работал тренером как в Йыхви, так и в Таллине. В 1975 году с клубом «Динамо» (Копли) в качестве тренера стал серебряным призёром чемпионата Эстонской ССР среди КФК и финалистом Кубка республики.